# National General Pictures
National General Corporation fue una empresa de distribución y producción cinematográfica estadounidense que funcionó desde 1951 hasta 1974.

## Historia
National General Corporation funcionaba como una red de distribución de películas y como la sucesora de la división de cines de 20th Century Fox, que contaba con 550 salas cuando se escindió en 1951 y que se redujo a la mitad por orden judicial seis años después.
Entró en el mundo de la distribución en 1966. Un año después, la cadena de televisión CBS decidió producir sus propias películas para su estreno en cines mediante de su unidad de producción Cinema Center Films, estrenada a través de National General. La empresa también adquirió Banner Productions de Sy Weintraub en 1967, que producía las películas y series de televisión basadas en el personaje de Tarzán.
La empresa intentó adquirir Warner Bros. en 1969, pero el Departamento de Justicia rechazó el acuerdo por motivos antimonopolio, y NGP cerró en 1970. Tras el cierre de Cinema Center, NGC fue adquirida por American Financial Corporation en 1972, pero siguió distribuyendo películas hasta 1973. En noviembre de ese año, American Financial vendió los contratos de distribución y la filmoteca de NGC/NGP a Warner Bros. National General, que entonces sólo contaba con 240 cines, fue vendida en 1973 a Mann Theatres.